# Омеруо, Кеннет
Ке́ннет Джоса́йя Омеру́о (англ. Kenneth Josiah Omeruo; род. 17 октября 1993[…], Кадуна) — нигерийский футболист, защитник турецкого клуба «Касымпаша» и сборной Нигерии. Обладатель Кубка африканских наций 2013 года.

## Клубная карьера
Кеннет Омеруо начал свою карьеру в 13 лет в юношеских командах клуба «Стандард Льеж». В 2012 году он перешёл в «Челси» и тут же был отдан в аренду до конца сезона 2012/13 в «АДО Ден Хааг». 19 апреля 2012 года в игре против «Гронингена» во второй половине первого тайма он забил свой первый гол за «АДО Ден Хааг».
7 января 2014 года на правах аренды до конца сезона перешёл в «Мидлсбро». 1 февраля дебютировал в составе «речников» в игре против «Донкастер Роверс» (0:0).
21 июля 2015 года Омеруо перешёл в клуб «Касымпаша», выступающий в чемпионате Турции, на правах аренды сроком на один сезон. 16 августа дебютировал в Суперлиге, выйдя в основном составе на матч 1-го тура против «Газиантепспора» (3:0).

## Международная карьера
Омеруо является игроком сборной Нигерии, до этого он представлял свою страну в сборных до 17 и 21 лет. В сборную до 17 лет Кеннет был вызван к чемпионату мира среди юношеских команд 2009 года. Он сразу же стал основным игроком, дебютировав 24 октября 2009 года в матче против сборной Германии. Этот матч закончился со счётом 3:3, а сам Омеруо забил свой единственный гол. Кеннет сыграл все семь игр на турнире, а его сборная вышла в финал обыграв сборную Испании со счётом 3:1 в полуфинале. В финале сборная Нигерии потерпела поражение от сборной Швейцарии с минимальным счётом 1:0.
Следующий вызов в сборную для Кеннета случился в 2011 году, уже в молодёжную на чемпионат мира среди молодёжных команд 2011 года. На этом молодёжном мундиале Омеруо был игроком основного состава и сыграл все пять игр, в результате его сборная дошла до четвертьфинала проиграв сборной Франции в дополнительное время 2:3.
В начале 2013 года Омеруо был вызван в основную сборную Нигерии в числе 23-х игроков на финальные матчи Кубка африканских наций 2013. Его дебют за сборную состоялся 10 января 2013 года в товарищеском матче против сборной Кабо-Верде, выйдя на замену на 46-й минуте вместо Эфе Амброуза. Его дебют на Кубке африканских наций состоялся 21 января 2013 года в матче группового этапа против сборной Буркина-Фасо, который закончился вничью 1:1. На турнире Омеруо сыграл во всех матчах, включая полуфинальный матч против сборной Мали, в котором была одержана победа 4:1 и оформлен выход в финал. 10 февраля 2013 года, в финале сборная Нигерии вновь встретилась с Буркина-Фасо, но на этот раз была одержана победа 1:0 благодаря голу Сандея Мба на 40-й минуте. Кеннет провёл на поле все 90 минут матча и стал обладателем Кубка африканских наций.
Летом 2019 года на Кубке африканских наций в Египте, Омеруо был вызван в состав своей национальной сборной. Во втором матче против Гвинеи он на 73-й минуте забил гол, а  его команда победила 1:0.

## Достижения
Сборная Нигерии
- Обладатель Кубка африканских наций (1): 2013

## Статистика выступлений

### Клубная статистика
| Выступление      | Выступление      | Выступление      | Лига | Лига | Кубок страны | Кубок страны | Кубок лиги | Кубок лиги | Еврокубки | Еврокубки | Итого | Итого |
| Клуб             | Лига             | Сезон            | Игры | Голы | Игры         | Голы         | Игры       | Голы       | Игры      | Голы      | Игры  | Голы  |
| ---------------- | ---------------- | ---------------- | ---- | ---- | ------------ | ------------ | ---------- | ---------- | --------- | --------- | ----- | ----- |
| АДО Ден Хааг     | Эредивизи        | 2011/12          | 9    | 2    | 0            | 0            | 0          | 0          | 0         | 0         | 9     | 2     |
| АДО Ден Хааг     | Эредивизи        | 2012/13          | 27   | 0    | 2            | 0            | 0          | 0          | 0         | 0         | 29    | 0     |
| АДО Ден Хааг     | Итого            | Итого            | 36   | 2    | 2            | 0            | 0          | 0          | 0         | 0         | 38    | 2     |
| Мидлсбро         | Чемпионшип       | 2013/14          | 14   | 0    | 0            | 0            | 0          | 0          | 0         | 0         | 14    | 0     |
| Мидлсбро         | Чемпионшип       | 2014/15          | 19   | 0    | 2            | 0            | 1          | 0          | 0         | 0         | 22    | 0     |
| Мидлсбро         | Итого            | Итого            | 33   | 0    | 2            | 0            | 1          | 0          | 0         | 0         | 36    | 0     |
| Касымпаша        | Суперлига        | 2015/16          | 21   | 0    | 1            | 0            | 0          | 0          | 0         | 0         | 22    | 0     |
| Касымпаша        | Итого            | Итого            | 21   | 0    | 1            | 0            | 0          | 0          | 0         | 0         | 22    | 0     |
| Всего за карьеру | Всего за карьеру | Всего за карьеру | 90   | 2    | 5            | 0            | 1          | 0          | 0         | 0         | 96    | 2     |

### Международная статистика
| Сборная          | Сезон            | Товарищеские | Товарищеские | Турниры | Турниры | Всего | Всего |
| Сборная          | Сезон            | Игры         | Голы         | Игры    | Голы    | Игры  | Голы  |
| ---------------- | ---------------- | ------------ | ------------ | ------- | ------- | ----- | ----- |
| Нигерия          | 2013             | 2            | 0            | 12      | 0       | 14    | 0     |
| Нигерия          | 2014             | 2            | 0            | 9       | 0       | 11    | 0     |
| Нигерия          | 2015             | 3            | 0            | 0       | 0       | 3     | 0     |
| Всего за карьеру | Всего за карьеру | 7            | 0            | 21      | 0       | 28    | 0     |

### Матчи и голы за сборную
| №  | Дата             | Оппонент             | Счёт | Голы Омеруо | Соревнование              |
| 1  | 10 января 2013   | Кабо-Верде           | 0:0  | —           | Товарищеский матч         |
| 2  | 21 января 2013   | Буркина-Фасо         | 1:1  | —           | Финальные матчи КАН-2013  |
| 3  | 25 января 2013   | Замбия               | 1:1  | —           | Финальные матчи КАН-2013  |
| 4  | 29 января 2013   | Эфиопия              | 2:0  | —           | Финальные матчи КАН-2013  |
| 5  | 3 февраля 2013   | Кот-д’Ивуар          | 2:1  | —           | Финальные матчи КАН-2013  |
| 6  | 6 февраля 2013   | Мали                 | 4:1  | —           | Финальные матчи КАН-2013  |
| 7  | 10 февраля 2013  | Буркина-Фасо         | 1:0  | —           | Финальные матчи КАН-2013  |
| 8  | 10 февраля 2013  | Кения                | 1:1  | —           | Отборочные матчи ЧМ-2014  |
| 9  | 1 июня 2013      | Мексика              | 2:2  | —           | Товарищеский матч         |
| 10 | 5 июня 2013      | Кения                | 1:0  | —           | Отборочные матчи ЧМ-2014  |
| 11 | 12 июня 2013     | Намибия              | 1:1  | —           | Отборочные матчи ЧМ-2014  |
| 12 | 17 июня 2013     | Таити                | 6:1  | —           | Кубок конфедераций 2013   |
| 13 | 20 июня 2013     | Уругвай              | 1:2  | —           | Кубок конфедераций 2013   |
| 14 | 23 июня 2013     | Испания              | 0:3  | —           | Кубок конфедераций 2013   |
| 15 | 5 марта 2014     | Мексика              | 0:0  | —           | Товарищеский матч         |
| 16 | 3 июня 2014      | Греция               | 0:0  | —           | Товарищеский матч         |
| 17 | 16 июня 2014     | Иран                 | 0:0  | —           | Финальные матчи ЧМ-2014   |
| 18 | 21 июня 2014     | Босния и Герцеговина | 1:0  | —           | Финальные матчи ЧМ-2014   |
| 19 | 25 июня 2014     | Аргентина            | 2:3  | —           | Финальные матчи ЧМ-2014   |
| 20 | 30 июня 2014     | Франция              | 0:2  | —           | Финальные матчи ЧМ-2014   |
| 21 | 6 сентября 2014  | Республика Конго     | 2:3  | —           | Отборочные матчи КАН-2015 |
| 22 | 10 сентября 2014 | ЮАР                  | 0:0  | —           | Отборочные матчи КАН-2015 |
| 23 | 11 октября 2014  | Судан                | 0:1  | —           | Отборочные матчи КАН-2015 |
| 24 | 15 октября 2014  | Судан                | 3:1  | —           | Отборочные матчи КАН-2015 |
| 25 | 18 ноября 2014   | ЮАР                  | 2:2  | —           | Отборочные матчи КАН-2015 |
| 26 | 25 марта 2015    | Уганда               | 0:1  | —           | Товарищеский матч         |
| 27 | 29 марта 2015    | ЮАР                  | 1:1  | —           | Товарищеский матч         |
| 28 | 8 сентября 2015  | Нигер                | 2:0  | —           | Товарищеский матч         |
| 29 | 31 мая 2016      | Люксембург           | 3:1  | -           | Товарищеский матч         |

Итого: 29 матчей / 0 голов; 10 побед, 12 ничьих, 7 поражений.